# Andrea Hold-Ferneck
Andrea Hold-Ferneck (* 1963 in Hannover) ist eine deutsche Fotografin.

## Leben
Andrea Hold-Ferneck lebt und arbeitet in Wuppertal. 1991 erwarb sie ihr Diplom in Kommunikationsdesign an der BUGH Wuppertal und arbeitet seitdem als Bildende Künstlerin und Designerin in Wuppertal.
Dem Studium folgten etliche Stipendien, so zum Beispiel 1992 „Transfer“ in Antwerpen, „Kulturfond“ in Ahrenshoop, 1995 Stipendium der Stiftung Kulturfond Berlin, 1998 Junge Kunst, Saar Ferngas Förderpreis (2. Preis), Stipendium der Stiftung Kunst und Kultur des Landes NRW (1999). Ihre Fotoarbeiten wurden in mehreren Galerien und Museen gezeigt: Kunsthalle Barmen, Wuppertal; Kunsthalle Recklinghausen; „Transfer“ Sint-Pietersabdij, Gent; Musee des Beaux Arts Charleroi; Saarlandmuseum Saarbrücken; Brandenburgische Kunstsammlungen Cottbus; Kunstverein Ludwigshafen; Museum Küppersmühle in Duisburg. Sie war zusammen mit Herlinde Grüter, Thorsten Hoven und Inken Meyn 1990 Gründungsmitglied der Künstlergruppe „Klandestin“. 1991 schloss sich der Gruppe Anja Stöffler an.
Andrea Hold-Ferneck setzt sich mit ihrer sehr modernen Fotografie deutlich und unverwechselbar von anderen Fotokünstlern ab. Sie gibt dem Alltäglichen ein neues Gesicht und spielt mit der Wahrnehmung des Betrachters. So reflektieren ihre zahlreichen Aufnahmen von Pflanzen und Bepflanzungen etwa das Verhältnis von Natur und Künstlichkeit, von Bild und Abbild. In ihren Werken werden zum Beispiel scheinbar harmlose Blätter zu unberechenbaren Wesen.